# Toyota Sports Center
Le Toyota Sports Center est une salle omnisports à El Segundo (Californie). Ses locataires sont les D-Fenders de Los Angeles (NBA Development League).
Cette salle sert de centre d'entraînement pour les Lakers de Los Angeles, les Kings de Los Angeles et les Sparks de Los Angeles. Il s'agit également d'un important centre d'entraînement de patinage artistique, où s'entraînent notamment Michelle Kwan, Timothy Goebel, Evan Lysacek, Beatrisa Liang et Mirai Nagasu.